# Bernt Balchen
Bernt Balchen, D.F.C., (23 de octubre de 1899-17 de octubre de 1973), fue un geógrafo polar noruego – estadounidense y pionero de la aviación. Durante su servicio en las Fuerzas Aéreas del Ejército de los Estados Unidos en la Segunda Guerra Mundial se utilizó su experiencia ártica para ayudar a las potencias aliadas en Escandinavia y norte de Europa. Durante la postguerra, continuo siendo un líder influyente en la USAF, así como un reputado consultor privado.

## Primeros años
Nació en la granja Myren en Tveit, a las afueras de Kristiansand, Noruega. Balchen sirvió en la caballería del Ejército finlandés contra Rusia durante la Primera Guerra Mundial antes de convertirse en piloto en el Servicio Aéreo de la Real Armada Noruega en 1921 donde adquirió sus experiencias iniciales en vuelos árticos.

## Aviación
En 1925, Bernt Balchen fue uno de los pilotos de la expedición Amundsen-Ellsworth a Spitsbergen y al año siguiente, fue miembro de la expedición de Amundsen-Ellsworth-Nobile al Ártico, un intento de sobrevolar el Polo norte. En una decisión de última hora de Amundsen, Balchen no fue elegido para realizar el último vuelo. Posteriormente, en su autobiografía de 1958, Balchen mantuvo que los competidores de Amundsen, Richard E. Byrd y Floyd Bennett, habían fracasado en su propio intento de sobrevolar el polo realizado unos días antes. Balchen basaba esta afirmación en los cálculos que el hizo de los datos de navegación y velocidad de los aviones.
Bajo el patrocinio de Joseph Wanamaker, en 1926, Balchen como copiloto y navegante, y Floyd Bennett como piloto, volaron en el Fokker Trimotor "Josephine Ford"' en una gira por más de 50 ciudades norteamericanas, como forma de promocionar la aviación comercial como una forma de transporte segura, confiable y práctica. Tras la gira Balchen fue contratado por Anthony Fokker como piloto de pruebas para Fokker Aircraft en el aeropuerto Teterboro de Nueva Jersey. 
En 1927, Balchen, como copiloto de Bert Acosta, con el ingeniero de vuelo George Noville y Richard E. Byrd de navegante y organizador de vuelo, realizaron el primer vuelo experimental de correo aéreo para el Servicio Postal de los Estados Unidos, un Fokker Trimotor, con el que cruzaron el Atlántico. Debido a que Acosta, carecía de experiencia en vuelos guiándose solo por los instrumentos, y al mal tiempo que encontraron, Balchen realizó casi todo el vuelo. El mal tiempo, y la escasa visibilidad, les impidieron aterrizar en París a pesar de realizar varios intentos. Cuando el nivel de combustible del avión, empezó a ser preocupante, lo dirigió hacia la costa oeste de Francia y aterrizó el aeroplano en el mar, cerca de la costa de Francia, sin que hubiera heridos en la tripulación. 
Entre el 28 y el 29 de noviembre de 1929, Balchen, voló con un trimotor Ford 4-AT modificado, con el que se convirtió en la primera persona en sobrevolar el Polo sur. Estuvo acompañado por Harold June, como copiloto y operador de radio; Ashley McKinley, como fotógrafo; y Richard E. Byrd, como navegante y organizador de la expedición antártica.
Debido a su reputación como aviador experto en vuelos polares y transatlánticos, Balchen fue contratado en 1931 por la aviadora Amelia Earhart como consejero técnico para planear un vuelo transatlántico en solitario. En un intento por confundir a la prensa, Earhart comenzó las reparaciones sobre un Lockheed Vega que se asumió sería para que Balchen realizara un vuelo antártico. Balchen trasladó el Vega a la fábrica de Fokker Aircraft Company en Hasbrouck Heights, Nueva Jersey. Allí, junto a los mecánicos Frank Nagle y Eddie Gorski reacondicionaron el avión para prepararlo para el vuelo. El fuselaje, fue reforzado para soportar los tanque extras de combustible, que le daban una capacidad total de 1590 litros (420 galones) de combustible; también se le instalaron instrumentos adicionales. Tras realizar las modificaciones, Earhart voló con el Vega con éxito cruzando el Atlántico el 20 de mayo de 1932.

## Segunda Guerra Mundial
Durante la Segunda Guerra Mundial, Balchen fue responsable del campo de entrenamiento para pilotos exiliados de Noruega, "pequeña Noruega", a las afueras de Toronto (Ontario), Canadá. Posteriormente, durante la guerra, como coronle del USAAF, supervisó el establecimiento de la base polar de la USAAF en Qaanaaq, Groenlandia, la base aérea Sondre Stromfjord, después conocida como" Bluie West Eight," que fue utilizada para transportar aviones de combate a Europa. Entre septiembre de 1941 y noviembre de 1943, Balchen entrenó a su personal en técnicas de supervivencia en tiempo frío, y técnicas de rescate, las cuales les permitieron efectuar rescates espectaculares sobre de pilotos derribados sobre la capa de hielo de Groenlandia.
El 7 de mayo de 1943, Balchen lideró con éxito un bombardeo que destruyó el único puesto alemán en Groenlandia, una estación meteorológica y una batería antiaérea en la costa este de Groenlandia. Su destrucción obstaculizó la capacidad alemana de predecir el tiempo en el Atlántico norte y Europa.
Posteriormente, Balchen fue trasladado al teatro de operaciones de Europa, a la base aérea de Luleå-Kallax en el norte de Suecia. Ayudó a preparar rutas de escape entre el Reino Unido y Suecia, y a negar la superioridad aérea en la zona a la Luftwafe. Desde marzo a diciembre de 1944, Balchen preparó una operación de transporte aéreo para evacuar a 2.000 noruegos, 900 estadounidenses internados y 150 internados de otras nacionalidades desde Suecia. 
Balchen también comandó una operación de transporte clandestino aéreo. Desde Julio a octubre de 1944, 64 toneladas de material, fueron trasladados desde Escocia a la Noruega ocupada. Entre noviembre de 1944 y abril de 1945, transportó 200 toneladas de equipamiento ártico y equipos desde Inglaterra a Suecia. Durante el invierno de 1945, usando aviones C-47 Skytrain, introdujo equipos de comunicaciones en Noruega que fueron de inestimable valor para los servicios de inteligencia aliados.

## Postguerra
Desde noviembre de 1948 a enero de 1951, estuvo al mando del 10th Rescue Squadron de la USAF, que tenía su base en Alaska. Balchen fue directamente responsible de la adquisición de los DHC-2 Beaver, que se convirtieron en los principales aviones de rescate en el Ártico. En mayo de 1949, mientras comandaba el 10th Rescue Squadron, voló con un C-54 Skymaster desde Fairbanks, Alaska a la base aérea de Thule (Groenlandia) via Polo norte, convirtiéndose en la primera persona en volar sobre ambos polos.
Balchen fue el principal responsible del despliegue de la base aérea de Thule, Groenlandia, construida en secreto en 1951 bajo condiciones climatológicas extremas, para servir de impedimento a una possible agresión soviética durante la Guerra Fría.
Tras retirarse de la USAF en 1956, el coronel Balchen continuó prestando servicios a la fuerza aéra en asignaciones especiales y como consultor. En su Noruega natal, Balchen fue uno de los impulsores de Det Norske Luftfartselskap (D.N.L.) ("La compañía de aerolíneas de Noruega"), la cual fue pionera en efectuar vuelos comerciales de aerolíneas Europa↔Estados Unidos a través del Polo norte. D.N.L. posteriormente, esta aerolínea, se unió a las aerolíneas sueca y finlandesa en Scandinavian Airlines.
Balchen continuó trabajando en su consultoría hasta su muerte en 1973 en Mount Kisco, Nueva York.

## Honores y tributos
Balchen, recibió los siguientes honores:
- La Medalla de Servicios Distinguidos (Estados Unidos)
- La Legión del Mérito (Estados Unidos)
- La Cruz de Vuelo Distinguido (Estados Unidos)
- Medalla del Aire (Estados Unidos)
- Recibió el título de caballero de la Real Orden Noruega de San. Olav. (la más alta condecoración noruega)
- Medalla de la Campaña Americana (Estados Unidos)
- Medalla de la campaña del Medio Este-África-Europa (Estados Unidos)
- Medalla de la Victoria de la Segunda Guerra Mundial (Estados Unidos)
- Medalla del Servicio de Defensa Nacional (Estados Unidos)

Balchen, a su muerte, se convirtió en uno de los pocos nacidos en Noruega en reposar en el Cementerio Nacional de Arlington. Sus restos, reposan en la Sección 2, tumba número 4969; a la derecha del Almirante Byrd.